# Sapho (Massenet)

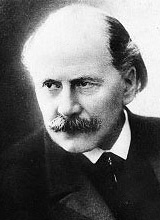
Jules Massenet

Sapho är en fransk opera (pièce lyrique) i fem akter med musik av Jules Massenet och libretto av Henri Cain och Arthur Bernède efter Alphonse Daudets novell med samma namn (1884).

## Historia
Operan skrevs, liksom La Navarraise, för sopranen Emma Calvé. Den gav Massenet stor lycka, särskilt som han kände Daudet och vann författarens varma erkänsla för sitt verk. Operan hade premiär den 27 november 1897 på Opéra-Comique i Paris. Den var framgångsrik under Massenets livstid men spelas sällan numera. 1909 reviderade Massenet operan och lade till en kraftfull scen i akt III.

## Personer

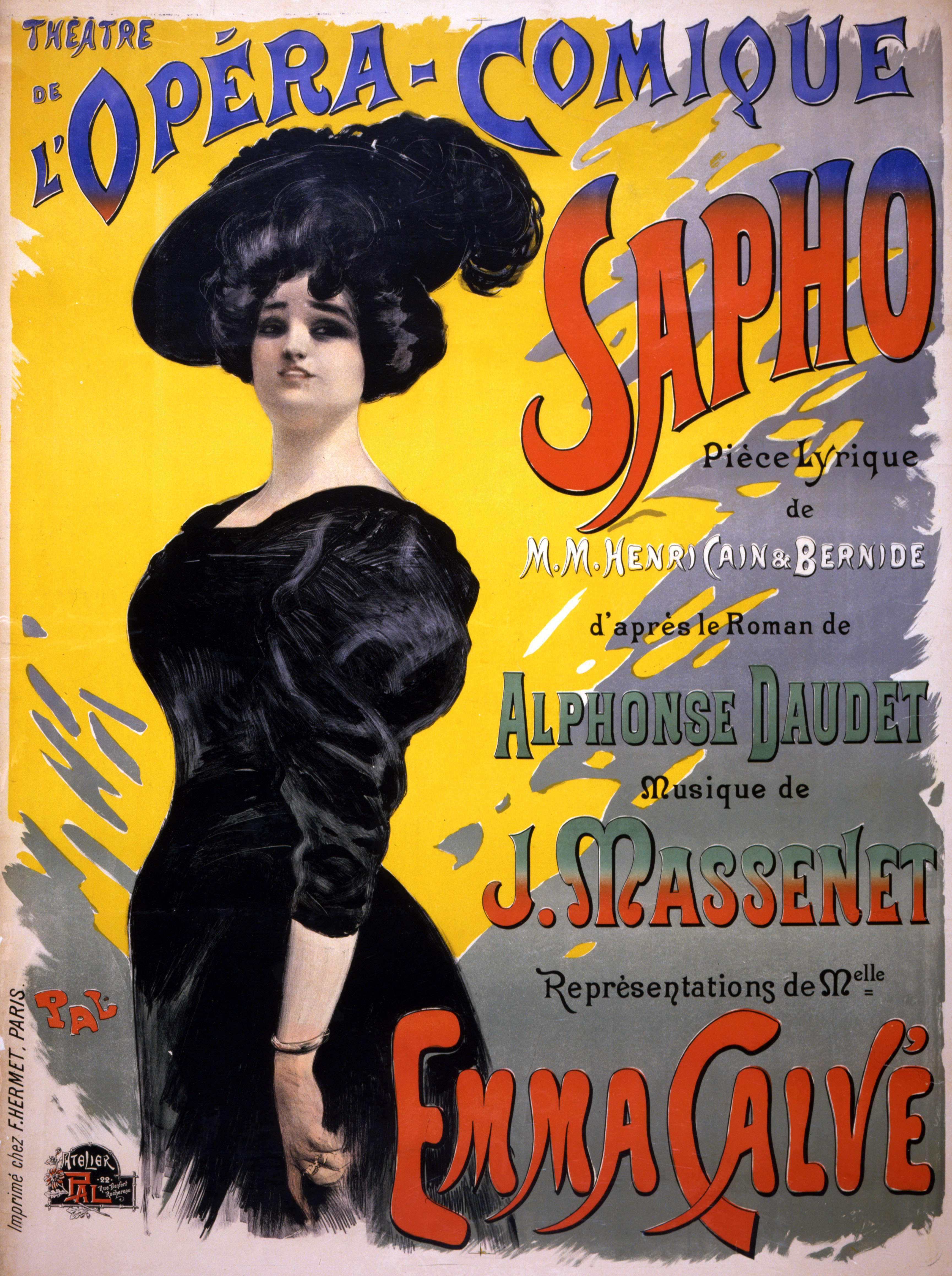
Affisch till Sapho.

- Fanny Legrand, en konstnärsmodell (sopran)
- Jean Gaussin, en ung man (tenor)
- Irène, hans adopterade syster (sopran)
- Divonne, hans moder (mezzosopran)
- Césaire, hans fader (bas)
- Caoudal, en skulptör (baryton)
- En bonde (tenor)
- En restaurangägare (baryton)

## Handling
Den unge mannen Jean Gaussin anländer till Paris och deltar vid en fest som ges av skulptören Caoudal. Modellen Fanny Legrand, kallad "Sapho", som är festens medelpunkt noterar Jean. De blir bekanta och lämnar tillsammans festen. Jeans familj kommer till Paris och oroar sig för sonens nya bekantskap. Men Jean och Sapho har bara ögon för varandra. Hon vinner hans hjärta genom att sjunga sånger från hans hem i Provence. Efter ett år kommer Caoudal och hans vänner på besök. Fanny är inte hemma och konstnären uttrycker sin förvåning över att Fanny fortfarande är Jean trogen. Fannys förflutna börjar att gnaga i Jeans inre och när hon kommer hem är han hård mot henne.
Jean finner ett skrin med brev. I ett av dem framgår det att Fanny har ett barn med en gammal älskare. Efter en bitter strid av förolämpningar lämnar han henne. Jean återvänder ensam till sin familj i Provence. Fanny kommer efter men lyckas inte övertyga honom att ta henne tillbaka. Fanny lever ensam då Jean plötsligt gör entrée. Han säger att han inte kan leva utan henne. Hon lovar att stanna hos honom. Men när han somnar i en stol smiter Fanny iväg trots att hon är övertygad om hans ärliga uppsåt.